# Cinéma libyen

Drapeau libyen sur un clap de cinéma

Le cinéma libyen a eu une histoire inégale. Même s'il y avait peu de production cinématographique locale en Libye italienne et dans le Royaume de Libye, aller au cinéma est devenu une activité de divertissement populaire. À partir de 1973, Mouammar Kadhafi tente d’exercer un contrôle sur le cinéma. Bien qu'il ait encouragé certaines réalisations cinématographiques locales, son obstruction à la consommation de films étrangers a entraîné la fermeture des cinémas. Dans la crise libyenne de 2011, les espoirs d'une résurgence du cinéma libyen se conjuguent au manque d'infrastructures.

## Cinéma avant 1967
Le premier film connu réalisé en Libye était un documentaire français de 1910, Les habitants du désert de Libye. L'Italie, en tant que puissance coloniale, a réalisé quelques courts documentaires sur la Libye. Les batailles libyennes pendant la seconde guerre mondiale ont été couvertes par les films d'actualités britanniques, allemands et italiens. Après la guerre, les compagnies pétrolières et les agences internationales réalisent occasionnellement des documentaires. Après l'indépendance en 1951, le Royaume de Libye a réalisé quelques courts métrages sur Leptis Magna pour encourager le tourisme. Pourtant, la Libye était pauvre et il y avait relativement peu de cinéma dans le pays. En 1959, le ministère de l'Information et de la Guilde a créé une division cinéma, parcourant le pays avec des documentaires et des actualités en 16 mm, et le ministère de l'Éducation et de l'Apprentissage a produit des films éducatifs.
Malgré le manque relatif de production cinématographique, la consommation de films était extrêmement populaire en tant que divertissement. Le premier cinéma du pays avait été créé dès 1908, bien qu'il aurait été démoli après l'invasion italienne de la Libye (en) en 1911. Les italiens ont créé des cinémas, principalement mais pas exclusivement destinés au public italien, dans les grandes villes libyennes. Des années 1940 au milieu des années 1960, la Libye comptait un grand nombre de cinémas : environ 14 ou 20 à Tripoli et une dizaine à Benghazi. Les cinémas de Tripoli comprenaient l'Arena Giardino en plein air et l'opulent Cinéma Royal, que Kadhafi rebaptiserait Al-Shaab (Le Peuple).

## Le cinéma sous Kadhafi

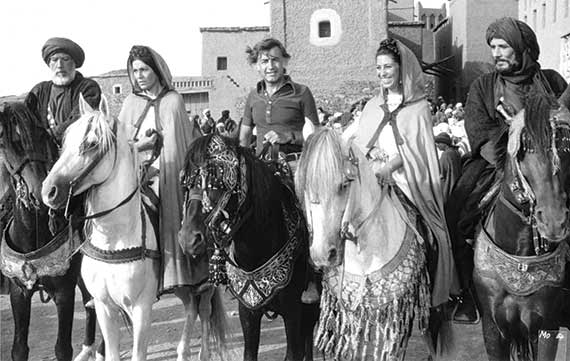
Photo de Mustafa Akkad (au centre) entouré des acteurs du file Le Message en 1976

Kadhafi est arrivé au pouvoir en 1969. Il considérait les films étrangers avec méfiance, les considérant comme de l'impérialisme culturel américain. Auparavant, les seuls longs métrages tournés en Libye l’étaient par des cinéastes étrangers – des films comme A Yank in Libye (en) d'Albert Herman (1942) ou Sea of Sand ( 1958) de Guy Green. Le premier long métrage libyen, le film en noir et blanc Quand le destin se durcit / Le destin est dur d'Abdellah Rezzoug (en) est apparu en 1972. En 1973, le conseil général du cinéma a été fondé pour prendre le contrôle de la réalisation et de la construction de cinéma en Libye. Les films étrangers étaient doublés en arabe et devaient se conformer à la politique culturelle du gouvernement, un mélange de loi religieuse et de nationalisme. La plupart des films faits maison étaient des documentaires et le réalisme social était présenté comme un idéal pour les films de fiction. Le conseil général du cinéma a continué à fonctionner jusqu'en 2010. Il a réalisé des documentaires, environ 20 à 25 courts métrages, et a contribué à soutenir les quelques longs métrages réalisés dans les années 1970 et 1980.
Kadhafi exerçait un contrôle personnel direct sur la production cinématographique. Il a par exemple censuré la sortie d'un film de Kasem Hwel, À la recherche de Layla al-miriya . Kadhafi a créé une société de production pour réaliser des films égyptiens. Au milieu des années 1970, le gouvernement a pris un contrôle de plus en plus direct sur tous les cinémas, bloquant l'importation de films, et les cinémas ont commencé à fermer.
Aux côtés du Koweït et du Maroc, le gouvernement de Kadhafi a parrainé le récit filmique controversé de Mustafa Akkad de 1976 sur la naissance de l'Islam, Le Message . Cependant, de nombreux pays arabes n'ont pas voulu projeter le film, ce qui a déclenché un siège de trois immeubles de bureaux par la Nation de l'Islam à Washington, DC. Le Lion du désert d'Akkad (1981), financé par le gouvernement de Kadhafi, était un film d'action historique dépeignant le leader bédouin Omar Mukhtar résiste à la colonisation italienne de la Libye. Le film a été censuré en Italie jusqu'en 2009.
En 2009, il a été annoncé que le fils de Kadhafi, Saadi Kadhafi, finançait une société de production de capital-investissement impliquée dans le financement de films hollywoodiens comme The Experiment (2010) et Isolation (2011). En 2009-2010, des sociétés étrangères ont accepté de rénover et de rouvrir les cinémas et théâtres libyens. Cependant, la révolution de 2011 a entraîné l’arrêt de ces travaux et une grande partie du matériel a été volée.

## Cinéma depuis 2011
Après la chute de Kadhafi, le désir d’une réaffirmation du cinéma libyen était largement répandu. Cependant, la résurgence du cinéma a été entravée par les combats et les objections islamistes. De jeunes cinéastes libyens ont commencé à réaliser des courts métrages, avec le soutien du British Council et du Scottish Documentary Institute (en). Les festivals de cinéma de Tripoli et de Benghazi étaient populaires mais ciblés par les militants islamistes. Le Festival international du film méditerranéen du documentaire et du court métrage a été créé en 2012.En 2013, un ciné-club s'est discrètement installé dans les sous-sols d'une galerie d'art de Tripoli. En 2015, il ne restait plus qu’une seule salle de cinéma à Tripoli, un lieu réservé aux hommes qui proposait des films d’action aux milices contrôlant la ville.
En décembre 2017, Erato Festival, un festival de films sur les droits de l'homme, a été lancé à Tripoli. Il s'est ouvert avec le docudrame Jasmine d'Almohannad Kalthoum.

## Voir également
- Cinéma arabe
- Média en Libye (en)
- Mass média en Libye (en)